# Lafitte (entreprise)
Pour les articles homonymes, voir Lafitte.
Lafitte est une automobile française fabriquée à Paris entre 1923 et 1928. La « SA de Construction de Voiturettes Th. Lafitte », propriété de Théodore Lafitte, fabriquait un cyclecar léger réputé pour son ingénierie innovante. Il était équipé d'un moteur radial à trois cylindres monté dans une cage articulée, que le conducteur inclinait pour enclencher et faire varier le rapport de l'entraînement par friction des roues arrière. Unique en son genre, la transmission par friction à « rapport variable » se composait d'un volant d'inertie convexe en acier et d'un « plateau d'embrayage » concave sur lequel s'enroulaient des bandes de papier ou parfois de cuir,.

## Histoire
Moteur radial 3 cylindres (monté dans une cage d'exposition similaire à la voiture d'origine) articulé sur le châssis et incliné par le conducteur à l'aide du long levier que l'on voit à droite. Le grand volant convexe et la surface concave de l'embrayage sont visibles dans la cage d'exposition. La possibilité d'inventer une transmission à vitesse variable a été évitée en utilisant des positions d'encoche fixes pour le "levier d'inclinaison".
Lafitte a commencé à construire des automobiles à Paris en 1923 sur le Quai. Les voitures sont produites 16 quai du Petit-Gennevilliers à Gennevilliers. En 1926, ils commencent à utiliser l'usine de Courbevoie de la défunte société Doriot, Flandrin & Parant, qui cesse sa production en 1928. En 1928, la production est arrêtée.

## Modèles
La Lafitte était une voiture peu conventionnelle. Elle était équipée d'un moteur radial 3 cylindres de 22 ch et d'une cylindrée de 736 cm3, portée à 895 cm3 en 1928, sa dernière année. Le moteur était monté dans une cage articulée, que le conducteur faisait basculer pour enclencher et faire varier le rapport de l'entraînement par friction des roues arrière. Unique en son genre, l'entraînement par friction à "rapport variable" se composait d'un volant d'inertie convexe en acier et d'un "plateau d'embrayage" concave sur lequel étaient enroulées des bandes de papier ou parfois de cuir,. Le nouveau prix en Angleterre était de 100 livres sterling.
En 1928, une version sportive dotée d'un moteur de 895 cm3 de 25 ch vient compléter la gamme. La vitesse maximale était de 95 km/h.